# Окюз Мехмед-паша
Окюз Мехмед-паша (тур. Öküz Mehmed Pasha, 1557—1620) — державний і військовий діяч Османської імперії, капудан-паша  у 1612-1613 р., великий візир у 1614—1616 і 1619 роках. Його прізвисько «Окюз» з турецької мови перекладається як бик. Відомий також як Кара-Мехмед.

## Біографія
Син Кара Гасана, стамбульського коваля в кварталі Карагюмрюк. Народився в Стамбулі 1557 року. 1567 року вступив на службу до палацу султана. Навчався в палацовій школі Ендерун-сарай. Першою значною посадою була кілер-кетюдаши (на кшталт виночерпія). Згодом став хасода-агою. 1606 року призначений на посаду сілахдара (голови палацової канцелярії).
1607 року стає пашею Єгипетського еялету. В цей час ця провінція перебувала під владою сипахів, що повстали ще у 1604 році. Жорсткими заходами Мехмед-паша за підтримки беїв мамлюків придушив повстання сипахів, багатьох стративши. Потім скасував податок тулба, що впроваджував на фелахів (селян), чим розширив коло своїх прибічників. За цим стратив санджакбеїв, що дозволили впроваджувати тулбу.
1609 року спалахнуло нове повстання оджаків чаушів, яничарів та абазів, невдоволених скасуванням тулби. Мехмед-паша зібрав вірних вояків та бедуїнів для придушення заколоту. Після відмови повсталих на заклик аліма Алтипармака Мехмеда-ефенді здатися, Мехмед-паша рушив проти них військом, завдавши в битві біля Каїра рішучої поразки. За цим стратив 250 найбільш активних, інших відправив у заслання до Ємену. За це отримав прізвисько Кулкіран (Винищувач рабів). Він продовжував сприяти громадським роботам і намагався реформувати фіскальну та військову організацію Єгипетського еялету, зменшивши кількість місцевих беїв до 12. Стабілізація ситуації сприяла збільшенню податків, що стали надсилатися з Єгипту до Стамбула. Також провів водогін в Мецці та звільнив паломницькі шляхи до святих мусульманських міст від розбійників, налагодивши місця відпочину прочан.
У 1611 році повернувся до Стамбула. Його подальшій кар'єрі сприяв шлюб з Гевхерхан Султан, донькою османського султана Ахмеда I, що відбувся 1612 року. Того ж року призначається капудан-пашею (головним адміралом) флоту Османської імперії. Виступав проти укладання договору капітулярій з Республікою Об'єднаних провінцій Нідерландів, втім його підписав султан. На чолі флоту забезпечував захист Кіпру і Бейруту від мальтійського і тосканського флоту. 1613 року втратив посаду керівника Османського флоту через поразку у морській битві біля Самосу з європейською флотиліією на чолі з неаполітанським адміралом Оттавіо д'Арагоном.
1614 року призначено спочатку каймакамом (заступником великого візира), а після страти Насух-паші — великим візиром. Тут намагався також суворо утримувати лад, приборкуючи корупцію чиновників. За це дістав прізвисько Кара-Мехмед. 1615 року зібрав в Алеппо і Мараші війська для наступної військової кампанії проти Персії 1616 року спробував захопити Єреван, але 55-денна облога не мала успіху, внаслідок чого усунений з посади.
1616 року призначено пашею Айдинського еялету. Відзначився будівництвом каравансараю в Кушадаси, через який мала здійснюватися торгівля до Ізміру (нині використовується як торгівельний центр). Інший каравансарай звів у м. Улукишла. Водночас отримав посаду другого візира у великому дивані. 1618 року брав участь в укладанні мирної угоди з Персією на рівнині Сараб (поблизу Ардабілю).
18 січня 1619 року знову призначено великим візиром. Проте внаслідок конфлікту з капудан пашею Гюзелче Алі у грудні того ж року втратив посаду. Значна частина майна Мехмед-паші була конфіскована. Самого призначено валі еялету Алеппо. Помер в Алеппо 1620 року.